# Paris-Soir
Il Paris-Soir è stato un quotidiano francese, edito dal 1923 al 1944.
Il primo numero uscì il 4 ottobre del 1923, ed alla nascita della Repubblica di Vichy, l'11 giugno 1940, continuò le pubblicazioni, sotto il controllo delle forze di occupazione.
Tra i suoi collaboratori più illustri, vi fu lo scrittore, filosofo e giornalista Albert Camus, che ne fu segretario di redazione nel 1940.